# 拉兹·赫什科
拉兹·赫什科（希伯來語：‎，1998年6月19日—），以色列女子柔道运动员，2020年夏季奥林匹克运动会混合团体铜牌得主、2022年世界柔道锦标赛混合团体铜牌得主、2023年世界柔道锦标赛女子78公斤以上级铜牌得主。